# Accokeek (CDP)
Accokeek és una concentració de població designada pel cens al Comtat de Prince George's de Maryland. Segons el cens del 2000 tenia 7.349 habitants.

## Història
L'àrea al voltant d'Accokeek havia estat ocupada des de l'any 2000 aC; tanmateix, el primer poble permanent es va establir al c. 1200 dC per la tribu piscataway. El capità va ser el primer europeu que va veure la zona d'Accokeek. El 1608 va navegar pel riu Potomac i va trobar el poble de Moyaone. En el moment del descobriment, Moyaone era la seu del govern de la tribu Piscataway.El poble de Moyaone es va dissoldre i la població va emigrar a altres tribus abans que altres europeus s'assentessin a la zona.
A mitjans del segle XVII els colons compraven grans parcel·les de terra per a conreu. Els nadius americans estaven molestos perquè els colons estaven desgastant la terra a causa de l'agricultura de diversos cultius, cosa que va provocar múltiples batalles entre tots dos. Entre 1675 i 1682, els nadius americans van ser forçats a abandonar la zona com a conseqüència de la pèrdua.
El 1861 Accokeek encara era rural i l'agricultura era el principal factor econòmic del lloc. El tabac era el principal cultiu plantat.Durant la Guerra Civil Americana (1861–1865), Accokeek simpatitzava amb la Confederació. Segons el cens de 1860, l'àrea al voltant d'Accokeek tenia una població esclava de 1.600 (52,6%). Hi havia diversos espies confederats a la zona, inclòs Thomas Harbin que va obrir un hotel a la zona i tenia plans per segrestar l'aleshores president Abraham Lincoln.
Henry i Alice Ferguson es van establir a Accokeek quan van comprar Hard Bargain Farm amb vistes al riu Potomac el 1922 com a destinació vacacional. Between Entre 1935 i 1939 Alice Ferguson va iniciar excavacions arqueològiques. Es va trobar un fort dels Susquehannock, que va ser enderrocat el 1675. El 1957, la senadora nord-americana Frances P. Bolton va fundar la Fundació Accokeek. La Fundació es va utilitzar per comprar 200 acres (81 ha) de terra a Piscataway Park per ajudar a preservar la zona. Gran part de la comunitat a l'oest de la Ruta 210 està designada com la "Reserva de Moyoane" i conté cases de disseny individual de mitjan segle en terrenys boscosos de 5 hectàrees mínimes. Les atraccions educatives de la comunitat inclouen la granja Hard Bargain (Ferguson Foundation) i National Colonial Farm (National Park Service), que s'enumeren a continuació a "Parcs i recreació". Tots dos llocs tenen nombrosos esdeveniments especials, inclòs un Oktoberfest anual i un "teatre al bosc". El 1960 la Comissió Sanitària Suburbana de Washington (WSSC) va voler construir una planta de tractament d'aigua a Mockley Point, que era la costa d'Accokeek. Com que pertorbaria la vista de Mount Vernon i Fort Washington Park, diverses persones i organitzacions van protestar contra això. El 1961 el president John F. Kennedy va signar una llei per tal de designar 133 acres (54 ha) al voltant de Mockley Point com a fita nacional. Tant la Fundació Accokeek com la Fundació Alice Ferguson van donar altres 505 acres (204 ha) a la fita. A conseqüència al WSSC no se li va permetre construir la planta allà;[5] tanmateix, es va construir una planta a la dècada de 1960 als voltants.
El 1990 Accokeek es va convertir oficialment en concentració de població designada pel cens quan l'Oficina del Cens dels Estats Units va definir els límits del lloc. El 2008 vuit persones van morir i 9 més van resultar ferides a Accokeek a Indian Head Highway en una cursa de carrer il·legal.

## Demografia
Segons el cens del 2000 Accokeek tenia 7.349 habitants, 2.423 habitatges, i 1.952 famílies. La densitat de població era de 126,6 habitants per km².
Dels 2.423 habitatges en un 40,3% hi vivien nens de menys de 18 anys, en un 67,1% hi vivien parelles casades, en un 8,9% dones solteres, i en un 19,4% no eren unitats familiars. En el 14,4% dels habitatges hi vivien persones soles el 4,1% de les quals corresponia a persones de 65 anys o més que vivien soles. El nombre mitjà de persones vivint en cada habitatge era de 3,03 i el nombre mitjà de persones que vivien en cada família era de 3,33.
Per edats la població es repartia de la següent manera: un 27,8% tenia menys de 18 anys, un 6,6% entre 18 i 24, un 31,2% entre 25 i 44, un 26,2% de 45 a 60 i un 8,2% 65 anys o més.
L'edat mediana era de 38 anys. Per cada 100 dones de 18 o més anys hi havia 95,5 homes.
La renda mediana per habitatge era de 79.419 $ i la renda mediana per família de 82.314 $. Els homes tenien una renda mediana de 48.545 $ mentre que les dones 39.016 $. La renda per capita de la població era de 29.519 $. Entorn del 2,3% de les famílies i el 4,8% de la població estaven per davall del llindar de pobresa.

## Poblacions properes
El següent diagrama mostra les poblacions més properes.